# Ryck
Ryck là một con sông ở Mecklenburg-Vorpommern, Đức.
Từ nguồn của nó gần Bartmannshagen, một phần của cộng đồng Süderholz phía Đông Bắc Grimmen, Ryck chảy khoảng 28 kilômét (17 mi) về phía đông, đến Greifswald ngay trước miệng. Phần lớn hơn của dòng sông bên ngoài Greifswald cũng được gọi là Ryckgraben. Ở Greifswald, Ryck cung cấp cả cảng Hanseatic thời trung cổ và các ao bốc hơi muối tự nhiên, do độ cao thấp, nước hypersaline của biển Baltic bị gió đẩy vào sông, làm ngập đồng cỏ phía dưới bờ Bắc của Ryck.
Vào thời Trung cổ, Ryck đã đánh dấu biên giới phía Nam của Công quốc Rügen và biên giới phía Bắc của Hạt Gützkow. Phía tây Greifswald, Ryck đã nuôi Boltenhägener Teich, một hồ nước thời trung cổ.
Cảng Hanseatic cũ ở Greifswald hiện là một bảo tàng tàu ngoài trời. 

## Hình ảnh

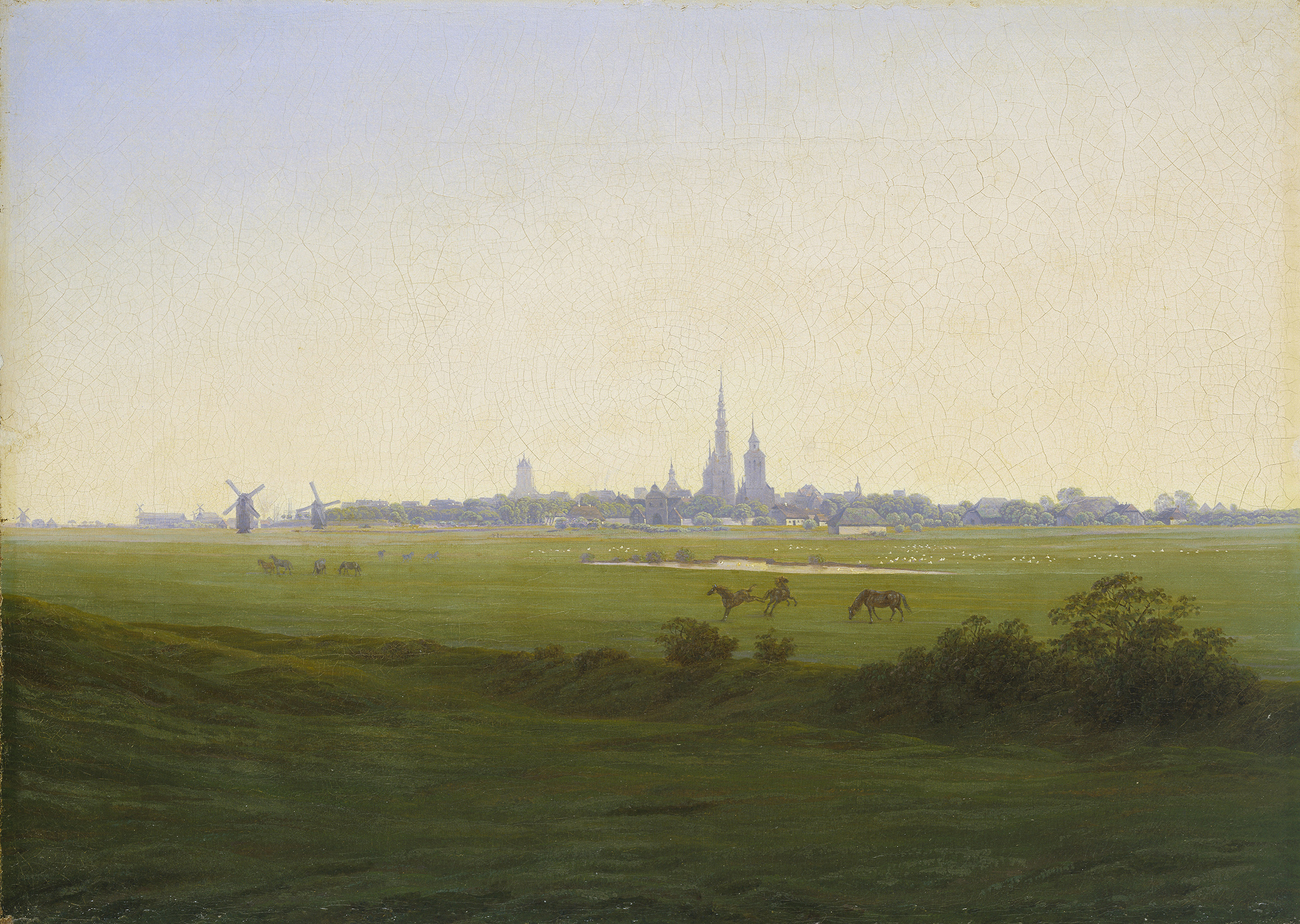
"Meadows gần Greifswald" Caspar David Friedrich, 1820 (mô tả khu vực được sử dụng cho bốc hơi muối)
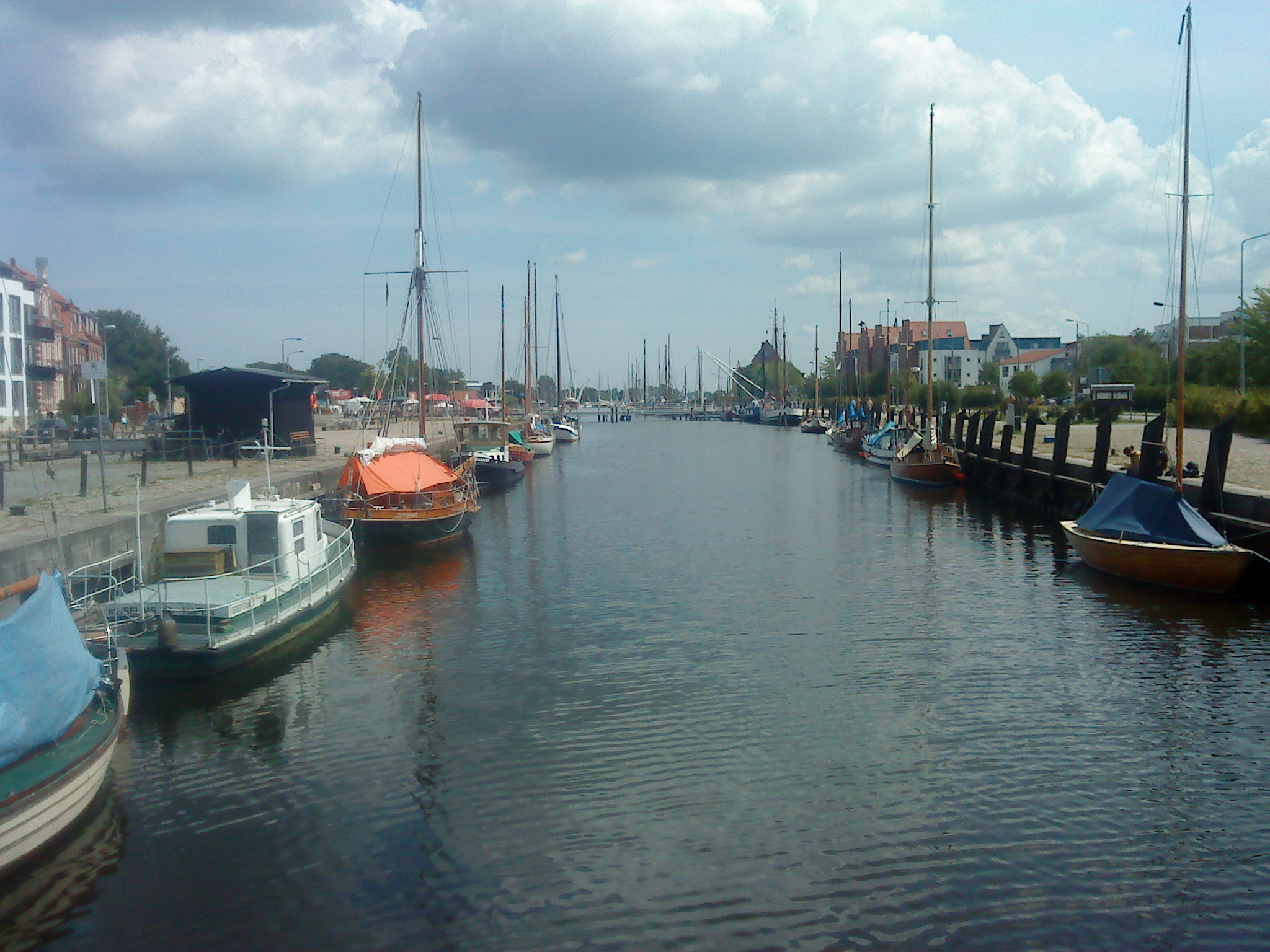
Cảng cũ, trung tâm thành phố Greifswald, nhìn từ cầu Steinbecker
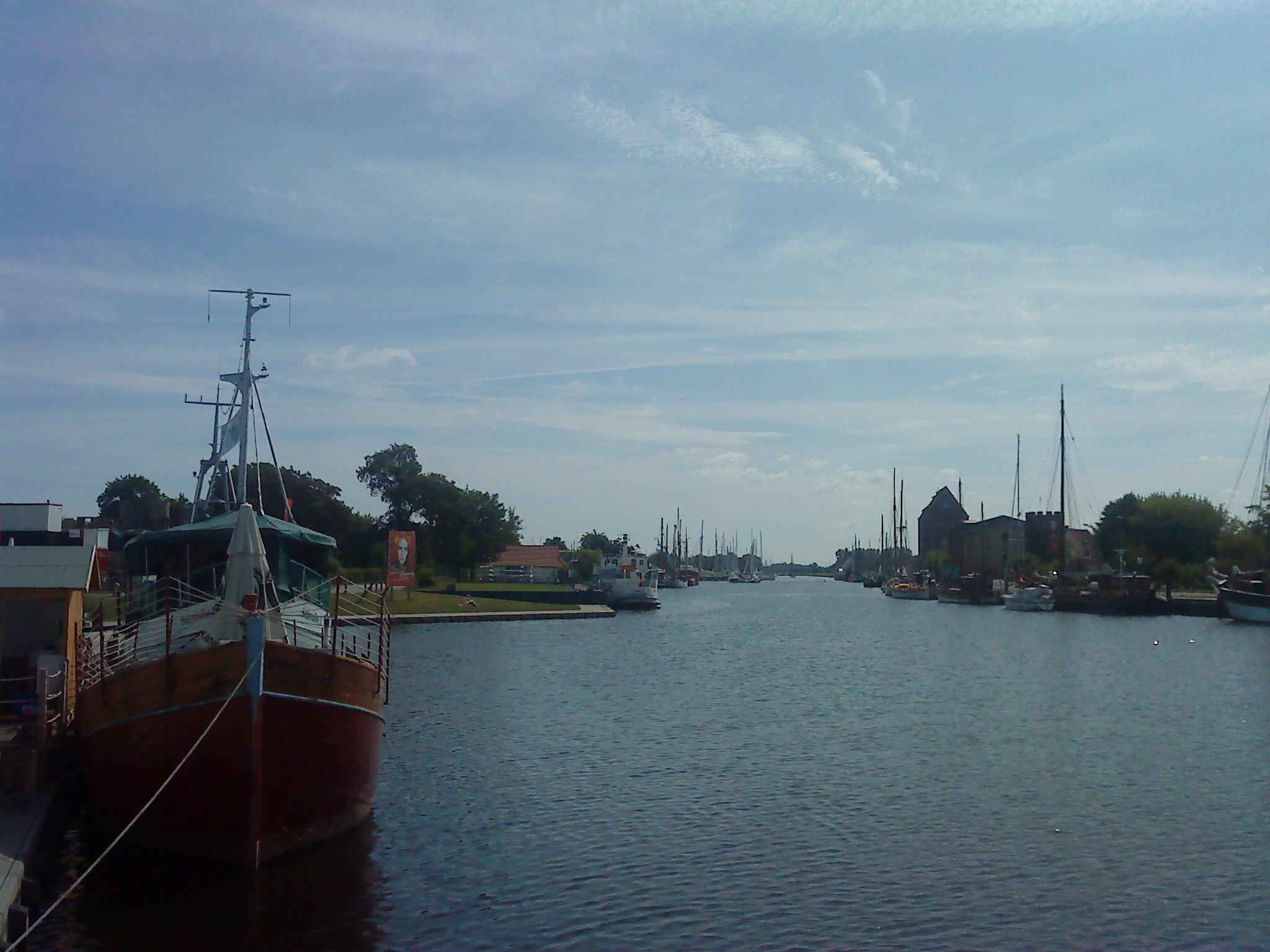
Cảng cũ, trung tâm thành phố Greifswald, nhìn từ cầu của người đi bộ
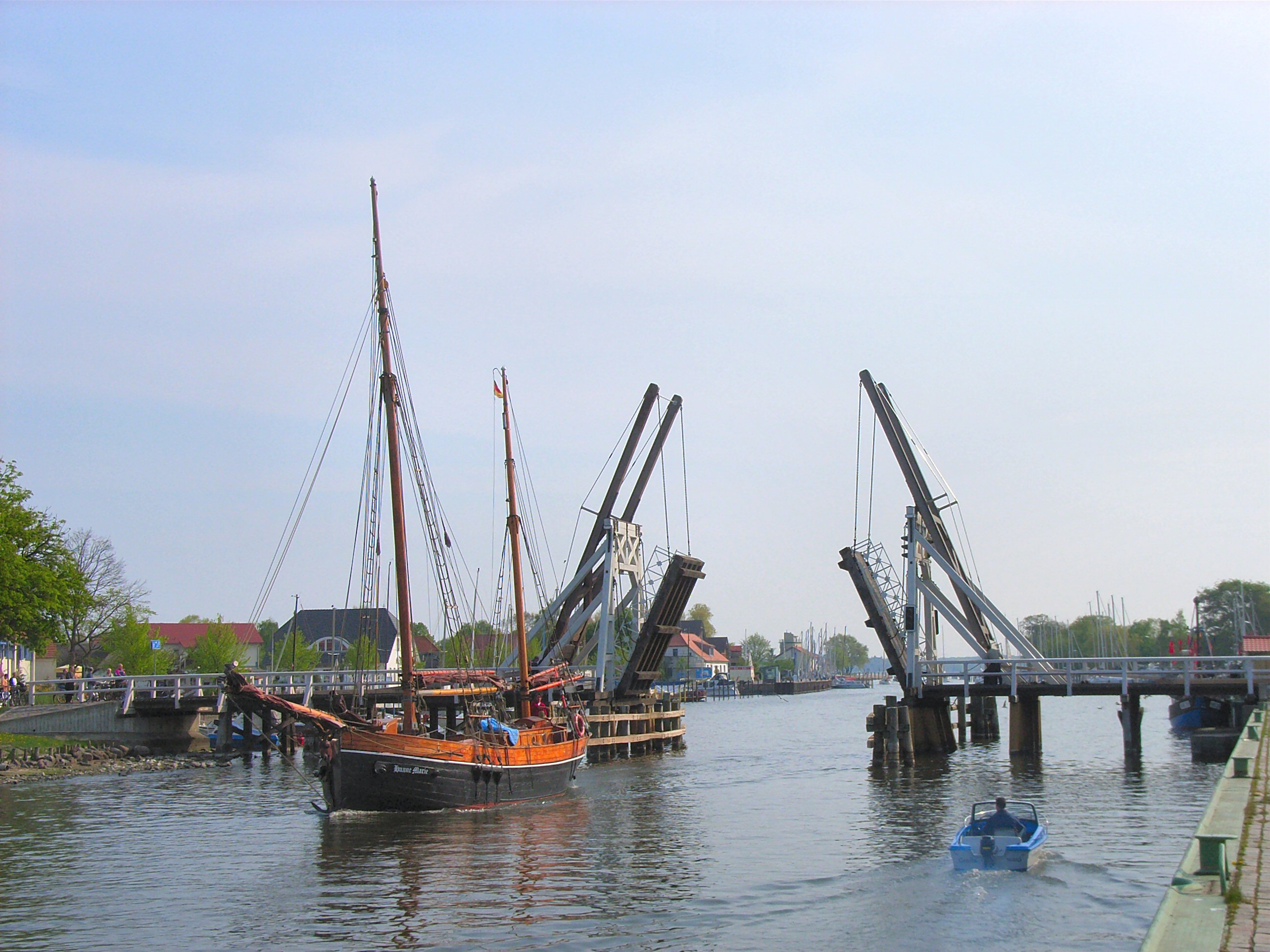
Cây cầu cũ ở Greifswald-Wieck
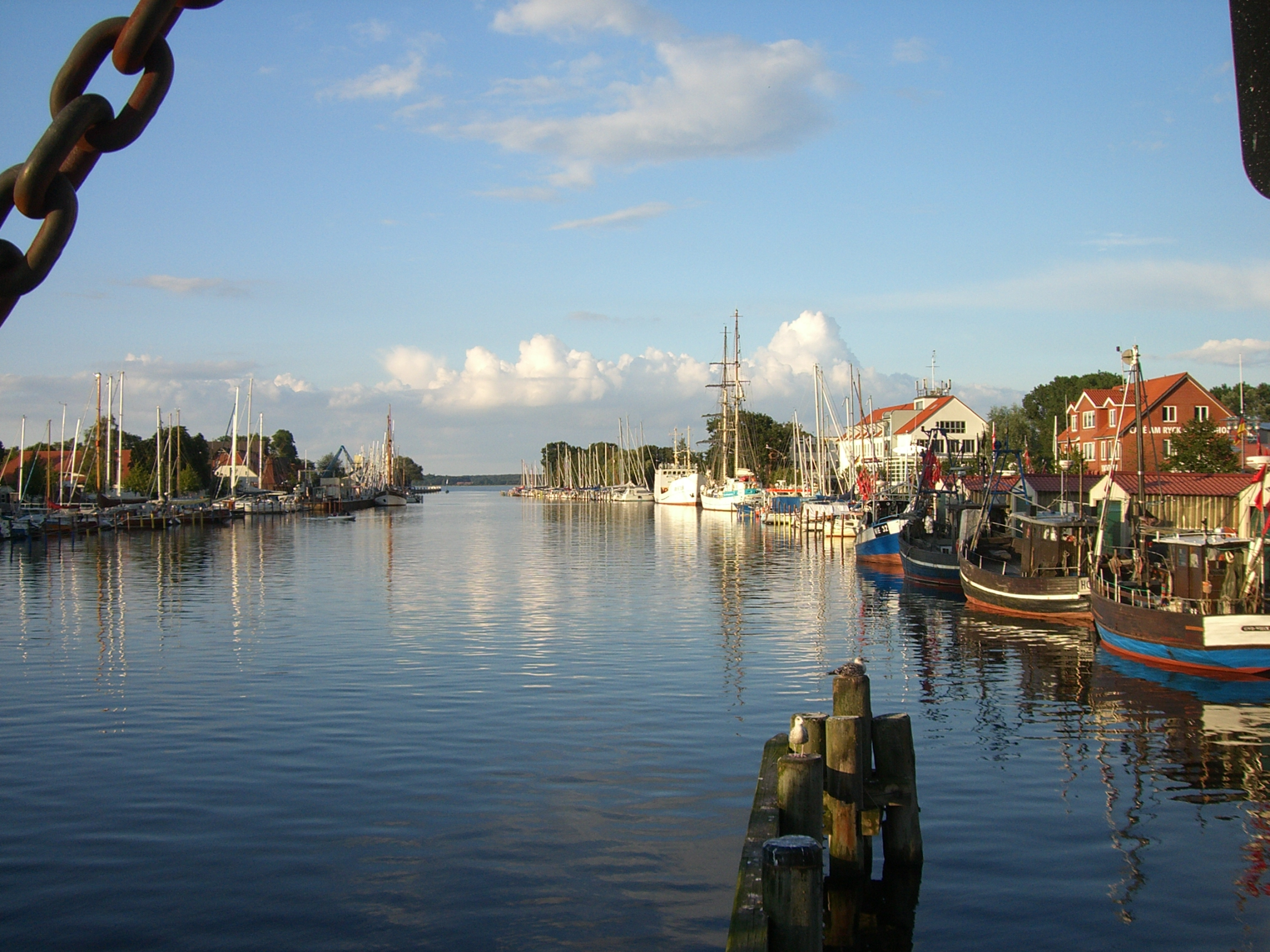
Miệng tại Greifswald-Wieck
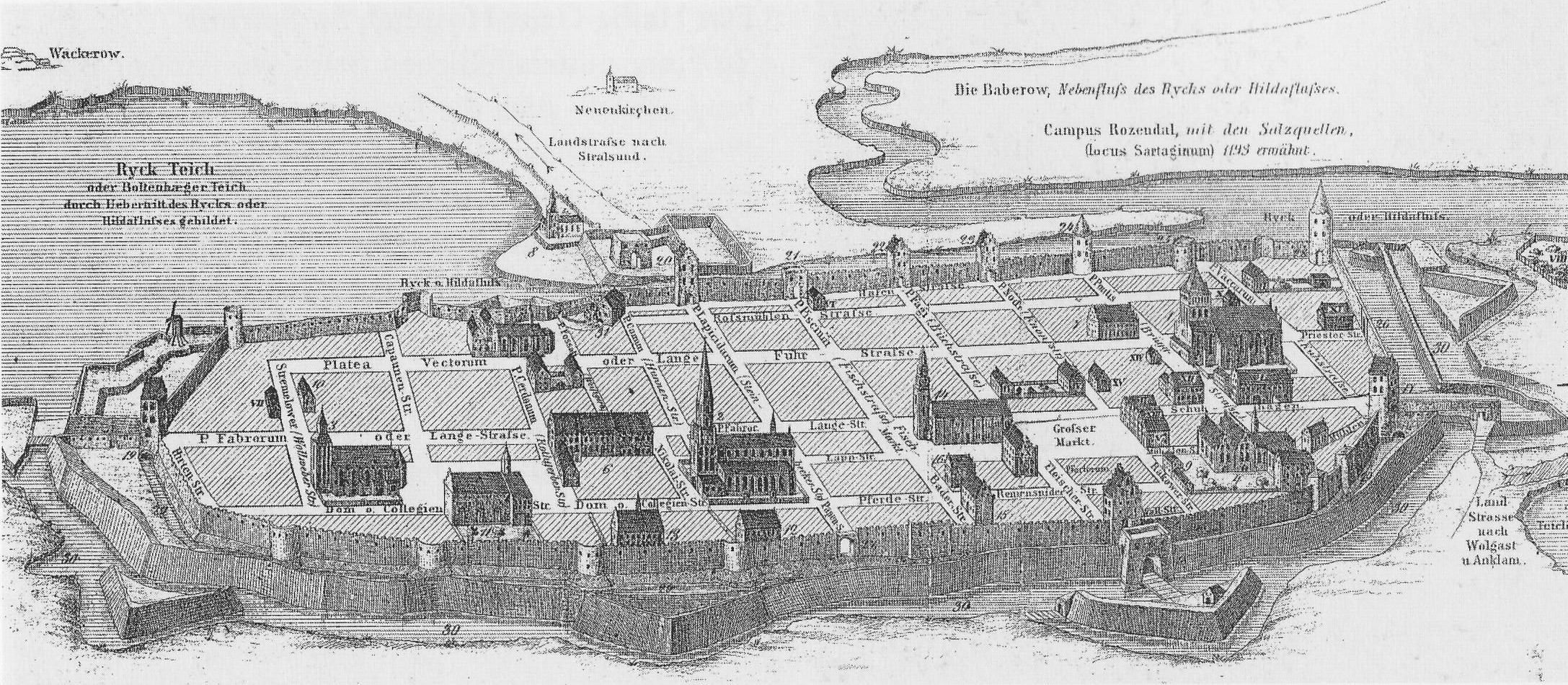
Bản đồ của Greifswald thời trung cổ cho thấy Boltenhäg (en) er Teich và ngã ba sông Baberow, hiện không tồn tại.